# شمعون أرشيدوق النمسا
شمعون أرشيدوق النمسا  (ولد في 29 يونيو 1958 في كيفو الجنوبية، الكونغو البلجيكية ) هو أحد أعضاء بيت هابسبورغ لورين.

## عن حياته
شمعون هو الطفل الثالث والأكبر  لرودولف أرشيدوق النمسا وزوجته الأولى الكونتيسة زينيا. يعتبر شمعون حفيد تشارلز الأول إمبراطور النمسا من جهه الأب وزوجته زيتا من بوربون بارما.

## الزواج والنسل
تزوج شمعون أرشيدوق النمسا من ماريا أرشيدوقة النمسا (مواليد 1967) في 13 يوليو 1996 في إسبانيا. أنجب الزوجان خمسة أطفال هم:
- الأرشيدوق يوهانس (مواليد 29 أكتوبر 1997).
- الأرشيدوق لودفيغ (مواليد 16 نوفمبر 1998).[5]
- الأرشيدوقة إيزابيل (مواليد 14 سبتمبر 2000).
- الأرشيدوقة كارلوتا (مواليد 16 يناير 2003).
- الأرشيدوق فيليب (مواليد 15 يناير 2007).